# Charmides (dialog)
Charmides (Χαρμίδης) – dzieło filozoficzne Platona, należące do tak zwanych dialogów wczesnych typu badawczego, opatrzone podtytułem: „O umiarkowaniu” (περὶ σωφροσύνης).

## Przekłady
- Charmides w tłumaczeniu Antoniego Bronikowskiego (1858)
- Charmides w tłumaczeniu Władysława Witwickiego (1937)